# Livonci
Livonci ali Livci (livonsko līvlizt) so baltsko-finski prebivalci domorodcev severne Latvije in jugozahodne Estonije . Livonci so zgodovinsko govorili livonski, uralski jezik, tesno povezan z estonskim in finskim. Zadnja oseba, ki se je naučila in govorila livonsko kot materni jezik, Grizelda Kristiņa, je umrla leta 2013, z njo je livonščina izumrla. Od leta 2010 je približno 30 ljudi, ki so se ga naučili kot drugi jezik.
Zgodovinski, socialni in gospodarski dejavniki so skupaj z etnično razpršenim prebivalstvom povzročili upad livonskega prebivalstva, v 21. stoletju pa je preživela le majhna skupina. Leta 2011 je bilo v Latviji 250 ljudi, ki so uveljavljali livonsko narodnost.

## Zgodovina

### Predzgodovina
Natančen datum prihoda Livoncev v regijo je sporen. Livonci trdijo, da so svojo sedanjo domovino naselili že več kot 5000 let v preteklost. Finska plemena so bila v obalna območja potisnjena s slovanskimi selitvami v 6. in 7. stoletju našega štetja.

### Srednji vek
Zgodovinsko gledano so Livonci živeli na dveh ločenih območjih Latvije, ena skupina v Livoniji in druga na severni obali Kurlandije (litovsko Kurzeme). Slednji so skupaj z Balti živeli tam kot Kuroni. Livonci so sebe imenovali kot rāndalisti ('obalni prebivalci') in so se preživljali predvsem z ribolovom, pa tudi s kmetijstvom in živinorejo. Ker so nadzirali pomembno trgovsko pot, reko Daugavo (livonsko Väina), je bila njihova kultura zelo razvita s trgovino z Gotlanderji, Rusi in Finci, od konca prvega tisočletja naprej pa z Germani, Švedi in Danci.
Vendar so s trgovci prišli misijonarji iz zahodne Evrope, ki so želeli poganske Livonce spreobrniti v krščanstvo. Eden prvih ljudi, ki je nekaj Livoncev spreobrnil v krščanstvo, je bil danski nadškof Absalon, ki naj bi zgradil cerkev v livonski vasi, danes znani kot Kolka. V 12. stoletju so Nemci napadli Livonijo in ustanovili oporišče v Uexküllu, ki je danes znano kot Ikšķile. Nadškof Hartvig II. je spreobrnil nekaj Livoncev v okolici, vključno z lokalnim poveljnikom Caupojem iz Turaide, ki se je pozneje zavezal z Nemci.
Potem ko je škof Meinhard leta 1196 umrl, je njegovo mesto zasedel Berthold. Ta je poskušal s silo spreobrniti Livonce in sprožil dva napada na Livonijo. Prvi se je zgodil leta 1196, vendar se je moral prisilno umakniti v Nemčijo, potem ko je padel v zasedo blizu Salaspilsa. Ponovno je poskusil leta 1198, a ga je ubil livonski vojak Imaut.
Bertholdu je sledil Albert von Buxhövden, ki je livonske voditelje na ustju reke Daugave prisilil, da so mu dali zemljišče za gradnjo krščanskega naselja. Gradnja se je začela leta 1201. Iz tega naselja je zraslo mesto Riga.
Ko to Livonce, Estonce in druge Baltske narode v zaledju ni takoj spodbudilo k spreobrnjenju, je bil oblikovan viteški red, Livonski bratje meča ki so ga v glavnem sestavljali Nemci, s silo prinesti odrešenje poganom. V pohodu, ki je bil del vojn, znanih kot Livonski križarski pohod, so ti vitezi premagali, pokorili in spreobrnili Livonce. Leta 1208 je papež Inocenc III. izjavil, da so bili vsi Livonci sprejeti v krščanstvo. Potem so se morali med vojnami proti Estoncem in latvijskim plemenom, ki so se nadaljevale do leta 1217, kot pehota pridružiti vitezom Meča.
Pred nemškim osvajanjem je bilo območje poseljeno z Livonci razdeljeno v dežele Daugava Livoncians, Satezele, Turaida, Idumeja, Metsepole.
Med livonskim križarskim pohodom je bila Livonija opustošena in cele regije so bile skoraj popolnoma brez prebivalcev. To so zapolnila latvijska plemena Kuroni, Semigalci, Latgallijci in Selonijci, ki so se na območje začeli seliti okoli leta 1220 in to nadaljevali vsaj trideset let. Naselili so se večinoma v dolino Daugave, tako da so Livonce na vzhodu Livonije odrezali od tistih, ki so živeli na polotoku Kurlandija na zahodu.
Zaradi nenehnega odpora latvijskih plemen so morali vitezi meča iskati podporo veliko močnejšem Tevtonskemu redu, ki je bil do tedaj dejaven predvsem na Poljskem in v Litvi. Potem ko so bili leta 1237 reorganizirani in se preimenovali v Livonski red, so nekdanji vitezi Meča leta 1267 dokončno premagali Kuronce, nato pa Semigalci leta 1290. Od takrat pa do 16. stoletje je večina Latvije ostala pod nemškim nadzorom, z mestom Riga in več drugimi mesti, ki so obstajala kot neodvisna škofija pod nemško vlado, Livonski red pa je vladal preostali deželi.

### Pod tujimi oblastmi (1558–1795)
Sredi 16. stoletja so bili zaradi naraščajočega vpliva reformacije Martina Luthra Livonski red in neodvisne škofije nemirni. Priložnost vojaške šibkosti reda je izkoristil ruski car Ivan Grozni in leta 1558 napadel Livonijo in iskal dostop do Baltskega morja. Vendar sta Švedska in Poljsko-litovska skupnost vstopili v vojno kot zaveznici Livonskega reda, kar je povzročilo skoraj četrt stoletja vojne. Rezultat te Livonske vojne (1558–1582) je bil ruski poraz, hkrati pa tudi razpad Livonskega reda. Poljsko-litovska skupnost je zahtevala Livonijo in jugovzhodno Latvijo, Kurlandija pa je postala samostojno vojvodstvo, Gotthard Kettler, zadnji veliki mojster Livonskega reda, pa je bil njen prvi vojvoda.
Po le desetih letih miru je Livonijo opustošila nova serija vojn med Poljsko-Litovsko zvezo in Švedsko, ki je po Livonski vojni terjala Estonijo. Sčasoma so Švedi zmagali. Leta 1629 so končno lahko imenovali Livonijo in mesto Riga po svoje. V času švedskih kraljev 17. stoletja Gustava II. Adolfa in Karla XI. so uvedli splošno osnovnošolsko izobraževanje, Sveto pismo je bilo prevedeno v estonščino in latvijščino, v Tartuju na jugu Estonije pa je bila ustanovljena univerza.
Čeprav je Švedska držala Poljake in Dance na distanci, to ni mogoče reči o Rusih. V veliki severni vojni (1700–1721) je car Peter Veliki dokončno uničil švedske pretenzije, da je regionalna velesila. V Nistadski pogodbi iz leta 1721 je Rusija terjala Estonijo in Livonijo, ki je bila po več kot dvajsetletni vojni spet opustošena. Kurlandijo so še tri četrt stoletja upravljali njeni vojvodi, toda leta 1795 je tudi ta regija postala ruska posest kot del tretje particije Poljske.

### Asimilacija in izolacija (1795–1914)
Deloma zaradi ponavljajočih se vojnih opustošenj in posledičnega mešanja beguncev so si Livonijce Livonije na koncu popolnoma prisvojili Latvijci. Zadnji ostanek tega nekoč živahnega naroda je sestavljalo več družin, ki so živele ob reki Salaci (livonsko Salatsi), toda v drugi polovici 19. stoletja je livonski jezik in kultura popolnoma izginila iz območja, ki je do danes znano kot Livonija; zadnji znani govornik vzhodno-livonskega narečja je umrl leta 1864, čeprav je bilo po nekaterih poročilih na poljskem območju v začetku 20. stoletja še vedno nekaj ljudi, , ki so vedeli, da so izhajali iz Livoncev. V latvijskem narečju, ki ga govorijo v Livoniji, se je ohranilo veliko število izposojenih livonskih besed, druge livonske sledi pa najdemo v številnih zemljepisnih imenih v regiji.
V Kurlandiji sta bili pod velikim pritiskom tudi livonski jezik in kultura, vendar je tu ohranila zadnje oporišče na najbolj skrajnem vrhu polotoka. Številni dejavniki so zagotovili, da je bila na tem območju, znanem kot Līvõd rānda, Livonska obala, latvijska kultura prešibka, da bi lahko asimilirala Livonce. Kot prvo, družba Livonov, ki je živela na tem območju, je bila izključno usmerjena na morje in je temeljila na ribolovu, medtem ko je bila latvijska notranjost izključno na kopnem in večinoma kmetijska. To je pomenilo, da med obema skupinama ni bilo veliko interakcij. Tudi livonsko obalo so od notranjosti ločili gozdovi in neprehodna močvirja, zaradi česar je bila redna interakcija še manj verjetna. Prebivalci Livonske obale so se veliko tesneje povezali s prebivalci estonskega otoka Saaremaa, čez riški zaliv na severu. V svojih izoliranih ribiških vaseh so se ti Livonci stoletja obdržali zase. Šele v 20. stoletju je zunanji svet posegel v njihov tihi obstoj. 
V začetku 20. stoletja je veliko lokalnih Livoncev prešlo v rusko pravoslavno vero. V Kolki je bila zgrajena nova ruska pravoslavna cerkev in gimnazija v bližini ter mornariška šola v Mazirbju. Mnogi diplomanti so v poznejših letih postali morski kapitani najprej v Ruskem cesarstvu, kasneje pa tudi v neodvisni Latviji.

### Prva svetovna vojna
Leta 1914 je Rusija vstopila v prvo svetovno vojno z napadom na Nemce in Avstrijce z vzhoda, a so jo kmalu potisnili nazaj v niz uničujočih nemških zmag, ki so na koncu pustile skoraj celotno baltsko regijo v nemških rokah. Livonsko obalo so Nemci zasedli leta 1915. Ob njihovem prihodu so veliko Livoncev pregnali iz njihovih domov, ki se pogosto niso več vrnili. Njihove glavne destinacije so bile Estonija in notranji deli Latvije. Preostale ljudi so Nemci pregnali in morali so počakati do leta 1919, preden so se lahko vrnili.
Ruski poraz in kasnejša abdikacija carja Nikolaja II. sta odprla vrata Vladimirju Leninu in komunistom, da so zgradili za oblast v Rusiji, kar je privedlo do vzpostavitve sovjetske vlade v Rusiji leta 1917. Brest-Litovska pogodba je naslednje leto končala vojno med Nemčijo in sovjetsko Rusijo ter baltsko regijo trdno pustila v nemških rokah. Toda po nemški kapitulaciji leta 1919 so baltski narodi vstali in ustanovili neodvisne republike Estonijo, Latvijo in Litvo.

### Oživitev v medvojnem obdobju
Livonska obala je postala del Latvije. Livonski jezik in kultura sta med obema svetovnima vojnama doživeli preporod (začenši z mandatom latvijskega predsednika Jānisa Čaksteja skozi mandat zadnjega medvojnega predsednika Kārlisa Ulmanisa). Najbolj jasen izraz tega preporoda je bila ustanovitev Livonske družbe 2. aprila 1923, ki je veljala za predstavnika livonskega naroda. Prav tako je bil ustanovljen livonski jezikovni zbor in po celotni livonski obali so potekali livonski pesniški festivali. Poleg tega je bila sprejeta livonska zastava z barvami zeleno (za gozdove), belo (za plaže) in modro (za morje) ter delitev, podobno latvijski zastavi (tri vodoravne črte s srednjo širšo kot zunanji). Čeprav je latvijska vlada leta 1923 prepovedala ustanovitev etnične livonske župnije znotraj luteranske cerkve v Latviji, je istega leta odobrila uvedbo livonskega jezika kot izbirnega predmeta v osnovnih šolah v vaseh Livonske obale. Trideseta so videla prvega bralca v livonskem jeziku, pesniške zbirke več livonskih pisateljev in mesečnik v livonskem jeziku, imenovan Līvli ('Livonski'). Vzpostavili so tudi stike s sorodnimi ljudstvi, kot so Estonci in Finci - podprli finsko spodbujanje tesnejših vezi s sorodnimi baltskimi Finci - leta 1939 je bilo ustanovljena Livonsko skupnost v kraju Mazirbe (livonsko Irē) s subvencijami estonske in finske vlade.
Ta kulturni preporod med obema vojnama je Livonskemu narodu prvič dal jasno zavest o svoji etnični pripadnosti. Prej so se vedno navajali kot rāndalist ('obalni prebivalci') ali kalāmīed ('ribiči'). Od 1920-ih in 1930-ih pa so se začeli imenovati līvõd, līvnikad ali līvlist (Livonci).

### Druga svetovna vojna
Leta 1940 je Latvijo, tako kot Estonijo in Litvo, zasedla Sovjetska zveza. Ta okupacija in poznejša nemška invazija 1941 sta končali ves napredek, ki so ga Livonci dosegli v preteklih dvajsetih letih. Vsi kulturni izrazi so bili prepovedani in tako kot pred dvajsetimi leti so prebivalce Livonske obale pregnali z njihovih domov. Večina jih je preživela vojna leta v Rigi ali v zahodni Latviji, nekateri pa so zbežali čez Baltsko morje v Gotland. Kurlandski polotok je bil eno od področij, na katerem so se Nemci zadržali do splošne kapitulacije 5. maja 1945, kar pomeni, da ni bilo hiše, ki bi stala, ko so se Livonci po vojni vrnili domov.

### Represija Sovjetske zveze
V sovjetski dobi so bili Livonci zelo prizadeti z represivnimi ukrepi iz Moskve. Niso smeli izpluti dovolj daleč od obale, da bi nadaljevali z ribolovom. Podobno kot Estonci, Latvijci in Litovci, jih je bilo veliko deportiranih v Sibirijo med letoma 1945 in 1952, z jasnim vrhuncem v letu 1949, ko je bilo kmetijstvo v baltskih državah kolektivizirano. Prav tako je bila leta 1955 sredi Livonske obale zgrajena sovjetska vojaška baza. Da bi to dosegli, so bili nekateri Livonci prisilno premeščeni v vasi dlje od obale. Potem je bilo treba zahodne vasi Livonske obale skoraj v celoti evakuirati, ko je Sovjetska zveza svojo baltsko obalo (svojo zahodno mejo) določila kot zaprto obmejno območje, kjer nihče ni smel živeti.
Livonska kultura je bila v sovjetskem obdobju potlačena. Livonsko društvo je bilo prepovedano, Livonski skupnostni center pa razlaščen in predan drugim. V Latvijski SSR Livonci niso bili priznani kot ločena etnična skupina.

### Situacija danes
Šele v začetku leta 1970 je bilo livonskim pevcem dovoljeno, da v zahodnem latvijskem mestu Ventspils ustanovijo zbor z imenom Līvlist. V 1980-ih je politika glasnosti in perestrojke sovjetskega premierja Mihaila Gorbačova odprla železno zaveso in prinesla spremembe. Leta 1986 je bilo ustanovljeno Livonsko kulturno društvo. Pozneje se je preimenovalo v Livonsko zvezo (livonsko Līvõd Īt).
Po razpadu Sovjetske zveze leta 1991 je Latvija ponovno postala samostojna država. V tem novem narodu so bili Livonci dokončno priznani kot domorodna etnična manjšina, katere jezik in kulturo je treba zaščititi in razviti. Vse pravice in posesti, ki so jim bile odvzete v času sovjetske dobe, so jim zdaj vrnili. Stara Livonska skupnost v Mazirbeju (Irē) je bila na primer vrnjena in spremenjena v zgodovinski muzej, imenovan Hiša livonskih ljudi. Prav tako je bil livonski jezik ponovno uveden v osnovne šole v Rigi, Staicele, Ventspils, Dundagi in Kolki . Prvo raziskovalno telo, posvečeno livonskemu študiju, Livonski inštitut na Univerzi v Latviji je bilo ustanovljeno leta 2018 .
Poleg tega je latvijska vlada 4. februarja 1992 ustvarila kulturno zgodovinsko zaščiteno ozemlje z imenom Līvõd rānda - Livonska obala - ki je vključevalo vseh dvanajst livonskih vasi: Lūžņa (livonsko Lūž), Miķeļtornis (Pizā), Lielirbe (Īra) , Jaunciems (Ūžkilā), Sīkrags (Sīkrõg), Mazirbe (Irē), Košrags (Kuoštrõg), Pitrags (Pitrõg), Saunags (Sǟnag), Vaide (Vaid), Kolka (Kūolka) in Melnsils (Mustānum). Latvijska vlada odvrača poseljevanje etničnih Latvijcev in drugih nelivonivcev na tem območju in prepoveduje spremembe zgodovinskih krajev. Prav tako je prepovedano ustanoviti hotel, restavracijo ali drug javni obrat, ki bi lahko negativno vplival na livonsko kulturo ali privabljal tujce v to območje .
Danes mnogi Latvijci trdijo, da imajo nekaj livonskega v rodu. Vendar pa je v Latviji le 176 ljudi, ki se identificirajo kot Livonci. Po podatkih iz leta 1995 je livonski jezik govorilo ne več kot 30 ljudi, od tega je bilo le devet maternih govorcev . Članek, ki ga je leta 2007 objavila Fundacija za ogrožene jezike, navaja, da je bilo le 182 registriranih Livoncev in le šest domačih govorcev. 'Zadnji Livonec', ki se je naučil livonskega jezika kot del neprekinjene verige livonskih generacij, je bil Viktor Berthold (roj. 1921). Pokopan je bil 28. februarja 2009 v livonski vasi Kolka na Kurzeme .
Livonec Dāvis Stalts je bil izvoljen v latvijski parlament, Saeima, leta 2011 . Leta 2018 je Janīna Kursīte-Pakule po ponovni izvolitvi v Saeimo podala prisego v livonskem jeziku, preden so jo zaprosili, da jo ponovno pove v latvijskem jeziku, kar je storila v livonskem narečju latvijščine.

## Pomembni Livončani
- Pētõr Damberg, jezikoslovec, pesnik in učitelj
- Uļi Kīnkamegs, nacionalist
- Edgar Vaalgamaa, luteranski pastor in prevajalec